# Hi Records
La Hi Records è un'etichetta discografica statunitense specializzata in musica rhythm and blues e soul.

## Storia
La Hi-Records venne fondata a Memphis nel 1957 da Ray Harris, Joe Cuoghi, Bill Cantrell e Quinton Claunch più tre soci silenziosi, tra cui Nick Pesce. Tra gli artisti che hanno registrato musica per la Hi vi sono Al Green, Willie Mitchell, Al Perkins e Ann Peebles.